# Merak (ster)
Merak (beta Ursae Majoris) is een heldere ster in het sterrenbeeld Grote Beer (Ursa Major).
Een vrij typische ster voor haar klasse, een bijzonder detail is wel dat Merak relatief veel infrarode straling uitzendt en waarnemingen hebben aangetoond dat de ster een schijf van stofdeeltjes bezit die eveneens om onze zon heeft bestaan en die bij ons het planetenstelsel heeft gevormd. Het is niet bekend of er inderdaad planeten om Merak draaien of dat die bezig zijn om zich te vormen.
De ster staat ook bekend als Mirak en maakt deel uit van de Siriusgroep.

## Het sterrenstelsel NGC 3499
Vanaf de aarde gezien bevindt het sterrenstelsel NGC 3499 zich schijnbaar zeer dichtbij deze relatief heldere ster. NGC 3499 is er net ten zuidoosten van te vinden. Het schijnsel van deze ster, schijnend in telescopen, zorgt ervoor dat waarnemingen van NGC 3499, alsook het telescopisch fotograferen ervan, daardoor bemoeilijkt worden.

## Gebroken verlovingsring
Dit telescopisch asterisme is te vinden op ongeveer anderhalve graad ten westen van Merak en een halve graad ten zuiden van de ster 43 Ursae Majoris. Het ziet eruit als een boogvormig of onvolledig cirkelvormig sterrenrijtje. Engelstalige amateurastronomen hebben aan dit sterrenrijtje de benaming Broken engagement ring gegeven (Gebroken verlovingsring).